# 毛利就泰
毛利 就泰（もうり なりやす）は、長州藩一門家老である阿川毛利家の4代当主。

## 生涯
寛永4年（1627年）3代当主・毛利就方の子として生まれ、初めは「繁沢」の苗字を名乗る。寛永20年（1643年）3月3日、毛利秀就から「伊織」の官途名と「就」の偏諱を与えられ、就泰（就嘉とも）と名乗った。
延宝4年（1676年）8月21日、就方の累年の隠居願いが藩主・毛利綱広に聞き届けられて隠居した。就方の隠居によって、嫡男である就泰が家督を相続して阿川領主、長州藩一門家老となり、同時に国元加判役（国元家老）を命じられた。以後、藩主の綱広と吉就の2代に仕え、天和元年（1681年）に当役となった。貞享4年（1687年）には干潟250町歩を拝領し、開作（干拓）により石高を増やした。
元禄2年（1689年）1月17日に死去。享年63。嫡男の就芝が家督を相続した。